# Frank Schlesinger
Pour les articles homonymes, voir Schlesinger.
Frank Schlesinger (né le 11 mai 1871 à New York, mort le 10 juillet 1943 au Connecticut) est un astronome américain.
Il travailla à l'observatoire Yerkes et promut l'usage des méthodes photographiques pour mesurer les parallaxes stellaires. Il fut directeur de l'observatoire Allegheny de 1905 à 1920 et de l'observatoire de l'université Yale de 1920 à 1941. Il fut également vice-président de l'Union astronomique internationale de 1928 à 1932 puis président de l'organisation de 1932 à 1935.
Il fit des contributions importantes à l'astrométrie. Il compila et publia le Yale Bright Star Catalogue.
Questionné sur la prononciation de son nom, il répondit au Literary Digest (en) : « Le nom est si difficile à prononcer pour ceux qui ne parlent pas allemand que je suis habituellement appelé sles'in-jer, pour rimer avec messenger.  Il est bien sûr d'origine allemande et signifie 'un natif de Schlesien' ou Silésie. Dans cette langue, la prononciation est shlayzinger, pour rimer avec singer. »

## Distinctions et récompenses
- Médaille d'or de la Royal Astronomical Society (1927)
- Médaille Bruce (1929)
- Médaille Rittenhouse (1933)
- Le cratère Schlesinger (en) sur la Lune porte son nom, ainsi que l'astéroïde (1770) Schlesinger.